# Ibrahim Okyay

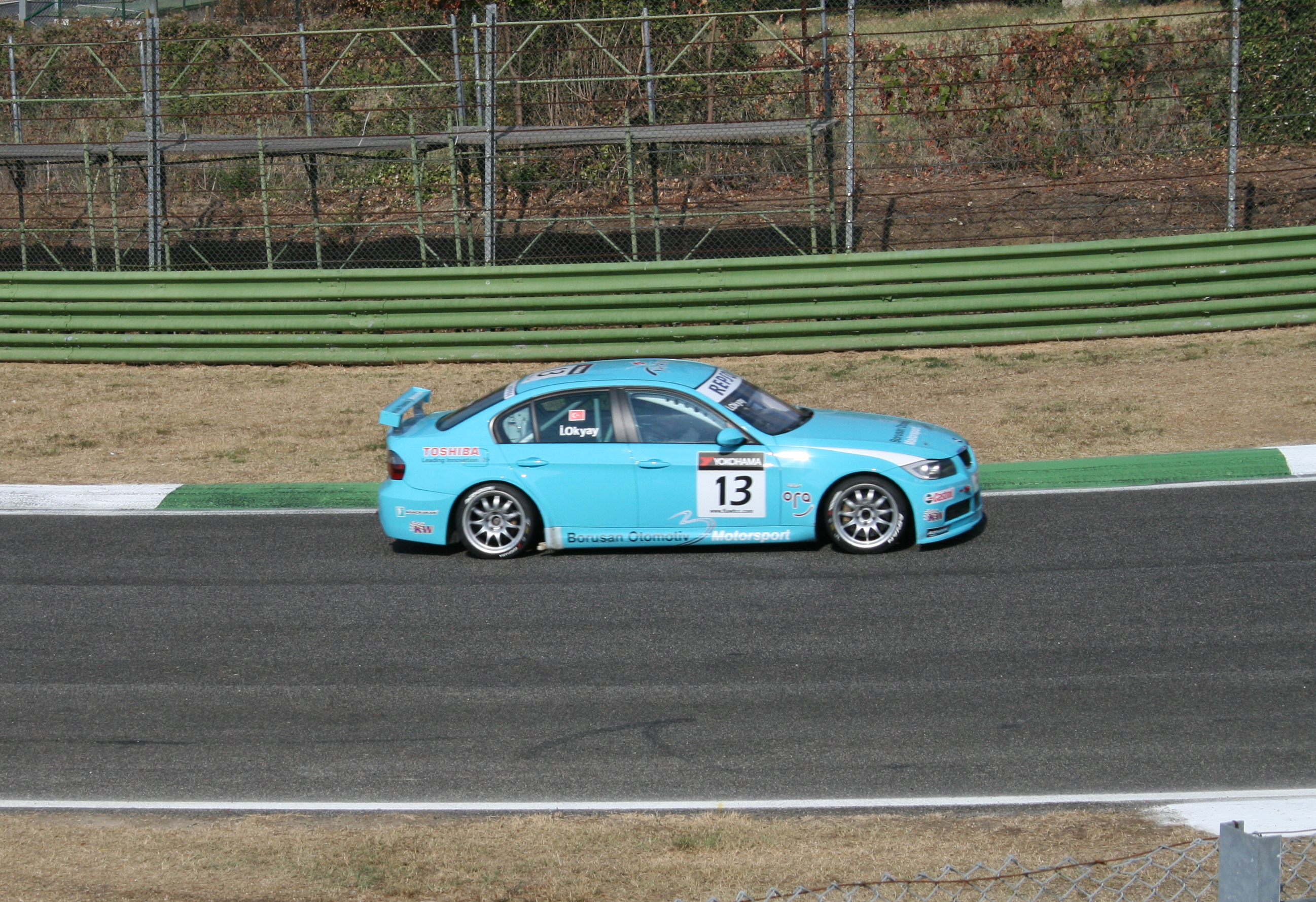
Ibrahim Okyay in actie op het Autodromo Enzo e Dino Ferrari in 2008.

Ibrahim Okyay (Istanboel, 1 augustus 1969) is een Turks autocoureur.

## Carrière
Okyay is het best bekend van zijn optredens in het World Touring Car Championship, waar hij in 2006 zijn debuut maakte. Voor het team Kosifler Motorsport nam hij deel aan zijn thuisrace op Istanbul Park in een BMW 320i. Nadat hij in 2007 het Turkish Touring Car Championship won, keerde hij in 2008 terug voor een volledig seizoen in het WTCC, ditmaal in een BMW 320si voor Borusan Otomotiv Motorsport. Met een tiende plaats als beste resultaat eindigde hij als 23e in het kampioenschap en als zesde in het independentskampioenschap. In 2011 keerde hij terug in het WTCC in de raceweekenden op het Autodromo Nazionale Monza en de Motorsport Arena Oschersleben voor Borusan.
In 2010 maakte Okyay ook zijn debuut in de European Touring Car Cup voor Borusan in een BMW 320si. Hij werd hier met drie vijfde plaatsen als beste resultaat vierde in het kampioenschap. Ook in 2011 reed hij in de ETCC, dat ditmaal slechts uit één raceweekend bestond. Op de Salzburgring eindigde hij de eerste race als vijfde, maar omdat hij in de tweede race uitviel, werd hij uiteindelijk zevende in het kampioenschap. In 2013 nam hij enkel deel aan het eerste ETCC-weekend op Monza, waarin hij geen punten scoorde.